# Mohammed Ahmed (lekkoatleta)
Mohammed Ahmed (ur. 5 stycznia 1991 w Mogadiszu) – kanadyjski lekkoatleta specjalizujący się w biegach długodystansowych. Srebrny medalista olimpijski z Tokio oraz olimpijczyk z Londynu i Rio de Janeiro, brązowy medalista mistrzostw świata, złoty medalista igrzysk panamerykańskich.

## Przebieg kariery
W 2008 był uczestnikiem mistrzostw świata juniorów, w ich ramach startował w konkursie biegu na 10 000 m i zajął 9. pozycję. Rok później wywalczył złoty medal mistrzostw panamerykańskich juniorów w konkurencji biegu na 5000 m. W 2010 drugi raz w karierze uczestniczył w mistrzostwach świata juniorów, tym razem zajął 4. pozycję w konkurencji biegu na 10 000 m. W latach 2008–2013 był uczestnikiem mistrzostw świata w biegach przełajowych, ale nie otrzymał żadnego medalu.
Wziął udział w letnich igrzyskach olimpijskich w Londynie, w ich ramach wystąpił w konkurencji biegu na 10 000 m i z wynikiem 28:13,91 uzyskanym w finale zajął ostatecznie 18. pozycję.
W 2013 wystartował w mistrzostwach świata, gdzie wystąpił w konkurencji biegu na 10 000 m i zajął 9. pozycję. Dwa lata później również wystartował w lekkoatletycznych mistrzostwach świata, tym razem brał udział w konkurencji biegu na 5000 m, gdzie w finale zajął 12. pozycję. Wystąpił w igrzyskach panamerykańskich, na których zdobył złoty medal w konkurencji biegu na 10 000 m.
Podczas rozgrywanych w Rio de Janeiro letnich igrzysk olimpijskich rywalizował w konkurencji biegu na dystansie zarówno 5000, jak i 10 000 m. W biegu na 5000 m uzyskał w finale czas 13:05,94 i zajął 4. pozycję, natomiast w biegu na dłuższym dystansie uzyskał rezultat czasowy 29:32,84 i zajął ostatnią, 32. pozycję.
W 2018 zdobył dwa srebrne medale igrzysk Wspólnoty Narodów – w konkurencji biegu na dystansie zarówno 5000, jak i 10 000 m. Rok później zaś został brązowym medalistą mistrzostw świata w konkurencji biegu na 5000 m.
W 2021 na igrzyskach olimpijskich zdobył srebrny medal w konkurencji biegu na 5000 m (w finale uzyskał czas 12:58,61), natomiast w finale konkursu biegu na 10 000 m zajął 6. pozycję z czasem 27:47,76.
W latach 2013–2019 wywalczył sześć tytułów mistrza Kanady.

## Osiągnięcia
| Rok     | Zawody                                    | Miasto         | Miejsce | Kategoria        | Wynik    |
| ------- | ----------------------------------------- | -------------- | ------- | ---------------- | -------- |
| 2008    | Mistrzostwa świata w biegach przełajowych | Edynburg       | 51.     | bieg juniorów    | 25:03    |
| 2008    | Mistrzostwa świata juniorów               | Bydgoszcz      | 9.      | bieg na 10 000 m | 30:03,53 |
| 2009    | Mistrzostwa świata w biegach przełajowych | Amman          | 57.     | bieg juniorów    | 26:13    |
| 2009    | Mistrzostwa panamerykańskie juniorów      | Port-of-Spain  | 1.      | bieg na 5000 m   | 14:12,11 |
| 2010    | Mistrzostwa świata w biegach przełajowych | Bydgoszcz      | 27.     | bieg juniorów    | 23:29    |
| 2010    | Mistrzostwa świata juniorów               | Moncton        | 4.      | bieg na 10 000 m | 29:11,75 |
| 2012    | Igrzyska olimpijskie                      | Londyn         | 18.     | bieg na 10 000 m | 28:13,91 |
| 2013    | Mistrzostwa świata w biegach przełajowych | Bydgoszcz      | 22.     | bieg seniorów    | 33:56    |
| 2013    | Mistrzostwa świata                        | Moskwa         | 9.      | bieg na 10 000 m | 27:35,76 |
| 2014    | Igrzyska Wspólnoty Narodów                | Glasgow        | 5.      | bieg na 5000 m   | 13:18,88 |
| 2014    | Igrzyska Wspólnoty Narodów                | Glasgow        | 6.      | bieg na 10 000 m | 28:02,96 |
| 2015    | Igrzyska panamerykańskie                  | Toronto        | 1.      | bieg na 10 000 m | 28:49,96 |
| 2015    | Mistrzostwa świata                        | Pekin          | 12.     | bieg na 5000 m   | 14:00,38 |
| 2016    | Halowe mistrzostwa świata                 | Portland       | 9.      | bieg na 3000 m   | 8:07,96  |
| 2016    | Igrzyska olimpijskie                      | Rio de Janeiro | 4.      | bieg na 5000 m   | 13:05,94 |
| 2016    | Igrzyska olimpijskie                      | Rio de Janeiro | 32.     | bieg na 10 000 m | 29:32,84 |
| 2017    | Mistrzostwa świata                        | Londyn         | 6.      | bieg na 5000 m   | 13:35,43 |
| 2017    | Mistrzostwa świata                        | Londyn         | 8.      | bieg na 10 000 m | 27:02,35 |
| 2018    | Igrzyska Wspólnoty Narodów                | Gold Coast     | 2.      | bieg na 5000 m   | 13:52,78 |
| 2018    | Igrzyska Wspólnoty Narodów                | Gold Coast     | 2.      | bieg na 10 000 m | 27:20,56 |
| 2018    | Puchar Interkontynentalny                 | Ostrawa        | 2.      | bieg na 3000 m   | 7:57,99  |
| 2019    | Mistrzostwa świata                        | Doha           | 3.      | bieg na 5000 m   | 13:01,11 |
| 2019    | Mistrzostwa świata                        | Doha           | 6.      | bieg na 10 000 m | 26:59,35 |
| 2021    | Igrzyska olimpijskie                      | Tokio          | 2.      | bieg na 5000 m   | 12:58,61 |
| 2021    | Igrzyska olimpijskie                      | Tokio          | 6.      | bieg na 10 000 m | 27:47,76 |
| 2022    | Mistrzostwa świata                        | Eugene         | 5.      | bieg na 5000 m   | 13:10,46 |
| 2022    | Mistrzostwa świata                        | Eugene         | 6.      | bieg na 10 000 m | 27:30,27 |
| 2023    | Mistrzostwa świata                        | Budapeszt      | 7.      | bieg na 5000 m   | 13:12,92 |
| 2023    | Mistrzostwa świata                        | Budapeszt      | 6.      | bieg na 10 000 m | 27:56,43 |
| 2024    | Igrzyska olimpijskie                      | Paryż          | 4.      | bieg na 10 000 m | 26:43,79 |
| Źródło: |                                           |                |         |                  |          |

## Rekordy życiowe
- bieg na 1500 m – 3:34,89 (21 lipca 2020, Portland)
- bieg na 2000 m – 5:00,72 (7 sierpnia 2020, Portland)
- bieg na 3000 m – 7:31,96 (25 sierpnia 2024, Chorzów)
- bieg na 5000 m – 12:47,20 (10 lipca 2020, Portland)
- bieg na 10 000 m – 26:34,14 (6 marca 2022, San Juan Capistrano)

Halowe
- bieg na 3000 m – 7:40,11 (20 lutego 2016, Nowy Jork)
- bieg na 5000 m – 12:56,87 (12 lutego 2022, Boston)

Źródło: 